# Campeonato Mundial de Voleibol Masculino de 1949
O Campeonato Mundial de Voleibol Masculino de 1949 foi a primeira edição do torneio, organizado pela FIVB. Foi realizado em Praga, Tchecoslováquia, de 10 a 18 de setembro de 1949.

## Grupos
| Grupo A - Bélgica - Tchecoslováquia - Hungria - União Soviética | Grupo B - Bulgária - França - Itália | Grupo C - Países Baixos - Polónia - Roménia |

## Classificação Final
| Posição           | Time            |
| ----------------- | --------------- |
| Medalha de ouro   | União Soviética |
| Medalha de prata  | Tchecoslováquia |
| Medalha de bronze | Bulgária        |
| 4                 | Romênia         |
| 5                 | Polônia         |
| 6                 | França          |
| 7                 | Hungria         |
| 8                 | Itália          |
| 9                 | Bélgica         |
| 10                | Países Baixos   |

| Campeonato Mundial de Voleibol Masculino de 1949 |
| Campeão                                          |
| ------------------------------------------------ |
| União Soviética 1º Título                        |